# René Pinochet
René Alberto Pinochet Mendoza (Santiago, 8 de marzo de 1977) es un actor chileno con especialización en doblaje. Conocido en el mundo del doblaje por sus papeles como Aang en Avatar: la leyenda de Aang, Yang en Yin Yang Yo!, Shelton Klutzberry y Todd Daring en Los sustitutos, Benzo en Pulentos, Ryder en Paw Patrol: Patrulla de cachorros, Christopher en Sonic X y Luke (temp. 14) en Pokémon.

## Biografía
Nació el 8 de marzo de 1977, de apenas siete meses de gestación, es decir que nació prematuro, por lo cual se marcaron problemas de crecimiento y en las cuerdas vocales, durante su vida tuvo voz de niño, facciones de un infante y escasa estatura. Actualmente, después de 40 años de vida, René sufrió un cambio de voz debido a su madurez tardía, y ya no posee su característico tono de niño. Esto se demostró en un vídeo subido por el actor de doblaje mexicano Eduardo Garza a su canal de YouTube, en su segmento dedicado a actores de doblaje "A ver a quien nos encontramos", en septiembre de 2015, donde se encontró con el actor en el Aeropuerto Arturo Merino Benítez luego de una visita que Eduardo realizó en Chile, y se puede apreciar el notorio cambio que Rene tuvo tanto físico como vocal en la actualidad.

## Inicios
Llegó al mundo del doblaje gracias a su padre, quien oyó un anuncio de Jorge Araneda donde se requería nuevas voces para un doblaje. A pesar de que René era renuente a intentarlo, llamó por teléfono para postularse. Debido a su voz de niño, Jorge Araneda le preguntó de inmediato por su edad y, luego de comprobar que se trataba de un adulto con voz de niño, le pidió se presentara de inmediato.
Más tarde se matriculó en una escuela de locución. No contaba con los recursos suficientes en ese momento, pero le ofrecieron facilidades de pago. René tardó un año en completar sus estudios y al tiempo de egresar no conseguía encontrar trabajo. En uno de esos días se le presentó la oportunidad de doblar al personaje de Pierre, un niño del comercial de Chocapic al que le encantaba este cereal de Nestlé, cuya frase: "¡No sé por qué Chocapic tiene tanto sabor a chocolate!", lo hace reconocible hasta el día de hoy. Desde entonces ha seguido una exitosa trayectoria, transformándose en uno de los actores de doblaje de Chile más populares de América Latina.

## Trayectoria
René trabajo por largos años en DINT, y en 2011 radicó a México donde también laboró como actor de doblaje, interpretando personajes secundarios en varias series y películas como Hada por accidente 2, Los tres chiflados, Victorious, El mentalista, etc. Sin embargo, su trabajo más conocido en ese país fue Luke, durante la temporada 14 en la serie de anime Pokémon. En junio de 2012, Eduardo Garza confirmó en una twitcam que René había regresado a Chile por cuestiones de trabajo. Posteriormente, el también actor de doblaje de mexicano Genaro Vásquez realizó una twitcam en la que dijo que René piensa en regresar pronto a radicar nuevamente en México después de terminar sus asuntos laborales en Chile. Actualmente se dedica a promocionar el doblaje chileno a las nuevas generaciones impartiendo cursos al respecto junto con otros actores de doblaje de su país y de otros.

## Vida personal
Pese de su apellido principal, no tiene relación con la Familia Pinochet ni con parientes del dictador Augusto Pinochet, que gobernó entre 1973 a 1990. En varias ocasiones se han propuesto cambiar su apellido como René Mendoza, para no confundir con el apellido del dictador. 